# Casper Møller
Casper „cadiaN“ Møller (* 26. Juni 1995) ist ein dänischer E-Sportler, der durch seine Erfolge in der Disziplin Counter-Strike: Global Offensive  bekannt geworden ist. Mit der Veröffentlichung von Counter-Strike 2 im Jahr 2023 wechselte er zu dem neusten Teil der Reihe.

## Karriere
Møller begann seine Karriere im Jahr 2012, wo er zunächst halbprofessionell in der Disziplin Counter-Strike: Source spielte. 

### Beginn der professionellen Karriere und erste Major-Teilnahmen
2013 wechselte er zur Disziplin Counter-Strike: Global Offensive. Er spielte in diesem Jahr für die dänische Organisation Xapso und qualifizierte sich mit seinem Team für das erste Major-Turnier in Counter-Strike: Global Offensive, der DreamHack Winter 2013. Im Major belegte er den 13.–16. Rang. Im Januar 2014 wechselte Møller zur deutschen Organisation mousesports. Mit mousesports qualifizierte er sich für die EMS One Katowice 2014, welche er erneut auf dem 13.–16. Platz beendete. Im März verließ er das Team. Anschließend spielte er für wenige Monate bei den Clans Tricked Esport sowie Reason Gaming. Im Oktober wechselte er zu Copenhagen Wolves. Mit Copenhagen Wolves qualifizierte er sich für die DreamHack Winter 2014, die Møller auf dem 13.–16. Rang abschloss.

### Kurze Engagements bei mehreren Teams und erste Play-off-Teilnahmen bei hochdotierten Turnieren
Im Februar 2015 schließ er sich der deutschen Organisation Planetkey Dynamics an. Im April beendete die Organisation die Zusammenarbeit mit allen Spielern. Anschließend spielte Møller bei der ESL Pro League Winter 2014/15 als Ersatz für Nicolai Reedtz für das Team SoloMid und erreichte das Halbfinale. Nach einigen Einsätzen als Ersatzspieler für multiple Teams. Ab Juli spielte Møller probeweise für die deutsche Organisation SK Gaming. Mit SK Gaming erzielte er einen zweiten Platz bei der 99Damage Masters #3 und einen dritten Rang bei der Fragbite Masters Season 5. Nachdem er das Team gegen Ende des Jahres verlassen hatte, spielte er zu Beginn des Jahres 2016 für verschiedene Teams. Dabei spielte er primär Qualifikationsturniere und kleinere Turniere.

### Wechsel zu Rogue
Im Juli 2016 wechselte er zum Team Unity, welches wenige Wochen später von der US-amerikanischen Organisation Rogue übernommen wurde. Im Verlaufe des Jahres erzielte er den dritten Rang bei der Acer Predator Masters Season 3. Weiterhin erreichte er das Halbfinale in der The World Championships 2016. 2017 siegte er im Rogue in der ESEA Season 23: Global Challenge. Im Mai verließ er das Team zunächst. Nachdem er anschließend einige Turniere für andere Teams gespielt hatte, kehrte er im September zum Team Rogue zurück. In den folgenden Monaten spielte er mit Rogue primär in Qualifikationsturnieren und kleineren Turnieren. Gegen Mitte des Jahres erzielte er den zweiten Rang bei der DreamHack Open Austin 2018. Außerdem spielte er mit dem Faceit Major: London 2018 erstmals seit 2014 wieder ein Major-Turnier, welches er auf dem 20.–22. Platz beendete.

### Transfer zu North
Im September 2018 wechselte Møller zur dänischen Organisation North. Mit seinem neuen Team siegte er bei der GG.Bet Ice Challenge 2019. Im Mai 2019 wurde er bei North auf die Bank gesetzt.

### Wechsel zu Heroic und Erreichung der Weltspitze
Nachdem Møller kurzzeitig als Ersatzspieler für Heroic gespielt hatte, verpflichtete die Organisation ihn im Oktober 2019 fest. Mit seinem neuen Team siegte er in diesem Jahr bei der DreamHack Open Atlanta 2019. Weiterhin erreichte er den zweiten Rang bei der DreamHack Open Rotterdam 2019 sowie das Halbfinale im Epicenter 2019.
Zu Beginn des Jahres 2020 erreichte er das Halbfinale bei der DreamHack Open Leipzig 2020. Beginnend ab der COVID-19-Pandemie wurden die großen Turniere online ausgetragen und einige Turniere wurden in geographische Regionen aufgeteilt. In dieser Zeit siegte Møller erstmals bei hochdotierten Turnieren und er erreichte ebenfalls den ersten Platz in der Teamrangliste von HLTV. In diesem Jahr gewann er die ESL One: Cologne 2020 Online - Europe und das die DreamHack Open Fall 2020. Außerdem erreichte er das Finale in der DreamHack Open Summer 2020: Europe und den dritten Platz in der ESL Pro League Season 12: Europe.
Auch zu Beginn des Jahres 2021 wurden die großen Turniere online ausgetragen. Hier belegte er mit Heroic den 1. Rang bei der ESL Pro League Season 13 sowie den 3.–4. Platz bei der cs_summit 7, der DreamHack Masters Spring 2021 und der ESL Pro League Season 14. Ab Mitte des Jahres kehrten die großen Turniere zu Lan-Bedingungen zurück. Im PGL Major: Stockholm 2021 erreichte Møller mit Heroic das Halbfinale.
2022 startete für Møller zunächst mit einem 3.–4. Platz bei der Intel Extreme Masters Katowice 2023. Beim ersten Major des Jahres, dem PGL Major Antwerp 2022, erreichte er das Viertelfinale. Im Anschluss siegte er bei der Pinnacle Cup Championship. Das zweite Major des Jahres, dem IEM Major: Rio 2022, beendete er nach einer 0:2-Niederlage gegen Outsiders auf dem zweiten Rang. Im Anschluss siegte er im Blast Premier: Fall Finals 2022, womit er sein erstes großes Lan-Turnier gewann und erneut den ersten Platz in der Teamrangliste von HLTV erreichte.
Im folgenden Jahr erreichte er zunächst in der Intel Extreme Masters Katowice 2023 und dem Intel Extreme Masters Rio 2023 das Finale. Im BLAST.tv Major: Paris 2023, dem letzten Major-Turnier in Counter-Strike: Global Offensive, erreichte er das Halbfinale. Anschließend siegte er im Blast Premier: Spring Final 2023. Überdies belegte er den 3.–4. Platz in der Intel Extreme Masters Dallas 2023 und der Gamers8 2023.

### Abschied von Heroic und Fortführung der Karriere in Counter-Strike 2
Nach Unstimmigkeiten zwischen den Spielern innerhalb des Teams bezüglich der sportlichen Zukunft vor dem Wechsel zu Counter-Strike 2, wurde er im Oktober auf die Bank gesetzt. Nachdem Martin „stavn“ Lund und Jakob „jabbi“ Nygaard laut Heroic ein Ultimatum gestellt und das Team gefordert haben sollen, sich zwischen ihnen oder Møller zu entscheiden, wurden sie auf die Bank gesetzt. Zum Ende des Jahres spielte er daher als Ersatz erneut für Heroic.  In diesem Jahr wurde er als 18. für seine Einzelleistungen erstmals in die Liste der zwanzig besten Spieler von HLTV gewählt.
Im Dezember 2023 wechselte er zu Team Liquid. Mit seinem neuen Team verpasste der die Qualifikation für das erste Major-Turnier in Counter-Strike 2. Anschließend erreichte er den zweiten Rang im CCT Season 1 Global Finals, welches online ausgetragen wurde. Im Juni wurde er aufgrund von ausbleibenden Erfolgen auf die Bank gesetzt. Im September wechselte er zur dänischen Organisation Astralis, wobei er dort erneut mit Martin „stavn“ Lund und Jakob „jabbi“ Nygaard zusammen spielte. Gegen Ende des Jahres erreichte er mit Astralis das Halbfinale im BLAST Premier: World Final 2024. Die Qualifikation für das zweite Major des Jahres verpasste er.
Zu Beginn des Jahres 2025 belegte er den dritten Rang im PGL Cluj-Napoca 2025. Nachdem er mit Astralis für die Qualifikation für das erste Major des Jahres verpasst hatte, wurde er im April auf die Bank gesetzt.

## Erfolge (Auszug)
Dies ist ein Ausschnitt der Erfolge von Casper Møller. Da Counter-Strike in Wettkämpfen stets in Fünfer-Teams gespielt wird, beträgt das persönliche Preisgeld ein Fünftel des gewonnenen Gesamtpreisgeldes des Teams.
| Jahr                             | Platz                            | Turnier                               | Team                             | Persönliches Preisgeld           |
| Counter Strike: Global Offensive | Counter Strike: Global Offensive | Counter Strike: Global Offensive      | Counter Strike: Global Offensive | Counter Strike: Global Offensive |
| -------------------------------- | -------------------------------- | ------------------------------------- | -------------------------------- | -------------------------------- |
| 2014                             | 3. – 4.                          | ESL Pro League Winter 2014/15         | Team SoloMid                     | 0600 $                           |
| 2014                             | 2.                               | 99Damage Masters #3                   | SK Gaming                        | 01.000 $                         |
| 2014                             | 3.                               | Fragbite Masters Season 5             | SK Gaming                        | 018.000 SEK                      |
| 2016                             | 3. – 4.                          | The World Championships 2016          | Team Denmark                     | 02.000 $                         |
| 2016                             | 3.                               | Acer Predator Masters Season 3        | Rogue                            | 01.700 $                         |
| 2017                             | 1.                               | ESEA Season 23: Global Challenge      | Rogue                            | 03.600 $                         |
| 2018                             | 2.                               | DreamHack Open Austin 2018            | Rogue                            | 04.000 $                         |
| 2019                             | 1.                               | GG.Bet Ice Challenge 2019             | North                            | 06.000 $                         |
| 2019                             | 2.                               | DreamHack Open Rotterdam 2019         | Heroic                           | 04.000 $                         |
| 2019                             | 1.                               | DreamHack Open Atlanta 2019           | Heroic                           | 010.000 $                        |
| 2019                             | 3. – 4.                          | Epicenter 2019                        | Heroic                           | 08.000 $                         |
| 2020                             | 3. – 4.                          | DreamHack Open Leipzig 2020           | Heroic                           | 02.000 $                         |
| 2020                             | 2.                               | DreamHack Open Summer 2020: Europe    | Heroic                           | 04.000 $                         |
| 2020                             | 1.                               | ESL One: Cologne 2020 Online - Europe | Heroic                           | 030.000 $                        |
| 2020                             | 3.                               | ESL Pro League Season 12: Europe      | Heroic                           | 06.800 $                         |
| 2020                             | 1.                               | DreamHack Open Fall 2020              | Heroic                           | 06.600 $                         |
| 2021                             | 3. – 4.                          | cs_summit 7                           | Heroic                           | 03.500 $                         |
| 2021                             | 1.                               | ESL Pro League Season 13              | Heroic                           | 040.000 $                        |
| 2021                             | 3. – 4.                          | DreamHack Masters Spring 2021         | Heroic                           | 04.000 $                         |
| 2021                             | 3. – 4.                          | ESL Pro League Season 14              | Heroic                           | 011.000 $                        |
| 2021                             | 3. – 4.                          | PGL Major: Stockholm 2021             | Heroic                           | 028.000 $                        |
| 2022                             | 3. – 4.                          | Intel Extreme Masters Katowice 2022   | Heroic                           | 016.000 $                        |
| 2022                             | 1.                               | Pinnacle Cup Championship             | Heroic                           | 030.000 $                        |
| 2022                             | 2.                               | IEM Major: Rio 2022                   | Heroic                           | 034.000 $                        |
| 2022                             | 1.                               | Blast Premier: Fall Finals 2022       | Heroic                           | 040.000 $                        |
| 2023                             | 2.                               | Intel Extreme Masters Katowice 2023   | Heroic                           | 036.000 $                        |
| 2023                             | 2                                | Intel Extreme Masters Rio 2023        | Heroic                           | 08.400 $                         |
| 2022                             | 3. – 4.                          | BLAST.tv Major: Paris 2023            | Heroic                           | 016.000 $                        |
| 2023                             | 3. – 4.                          | Intel Extreme Masters Dallas 2023     | Heroic                           | 04.000 $                         |
| 2023                             | 1.                               | Blast Premier: Spring Final 2023      | Heroic                           | 040.000 $                        |
| 2023                             | 3. – 4.                          | Gamers8 2023                          | Heroic                           | 016.000 $                        |
| Counter-Strike 2                 |                                  |                                       |                                  |                                  |
| 2024                             | 2.                               | CCT Season 1 Global Finals            | Team Liquid                      | 020.000 $                        |
| 2024                             | 3. – 4.                          | Blast Premier: World Final 2024s      | Astralis                         | 017.000 $                        |
| 2025                             | 3.                               | PGL Cluj-Napoca 2025                  | Astralis                         | 030.000 $                        |